# Jos masca!
Jos masca! este un film românesc din 1969 regizat de Victor Antonescu.